# Borneol
Borneol – bicykliczny organiczny związek chemiczny z grupy terpenów, podgrupy kamfanów, stosowany jako środek zapachowy, przypominający kamforę.
Występuje jako składnik wielu olejków eterycznych i jest naturalnym środkiem odstraszającym owady.
Borneol może być zsyntetyzowany przez redukcję kamfory w reakcji Meerweina-Ponndorfa-Verleya. Ta sama redukcja, ale zachodząca szybciej i nieodwracalnie z borowodorkiem sodu daje izoborneol jako kinetycznie kontrolowany produkt reakcji.

Redukcja kamfory do izoborneolu

Borneol posiada dwa enancjomery, z których każdy posiada odrębny numer CAS. Naturalnie występujący d-(+)-borneol jest optycznie czynny. Można go znaleźć w kilku gatunkach Artemisia i Dipterocarpaceae.
Jest stosowany w lecznictwie, do produkcji syntetycznej kamfory oraz perfum.

## Zastosowanie w chemii organicznej
Pochodne izoborneolu są używane jako chiralne ligandy w syntezie asymetrycznej:
- (2S)-(−)-3-egzo-(morfolino)izoborneol (MIB)[6] z morfoliną jako podstawnikiem w pozycji α-hydroksylowej;
- (2S)-(−)-3-egzo-(dimetylamino)izoborneol (DAIB)[7] z podstawnikiem dimetyloaminowym w pozycji α-hydroksylowej.